# Acroceridae
Acroceridae là một họ nhỏ gồm các loài giống ruồi, có quan hệ gần gũi với Nemestrinidae. Họ này chứa khoảng 520 loài, được xếp trong 50 chi.

## Hình ảnh

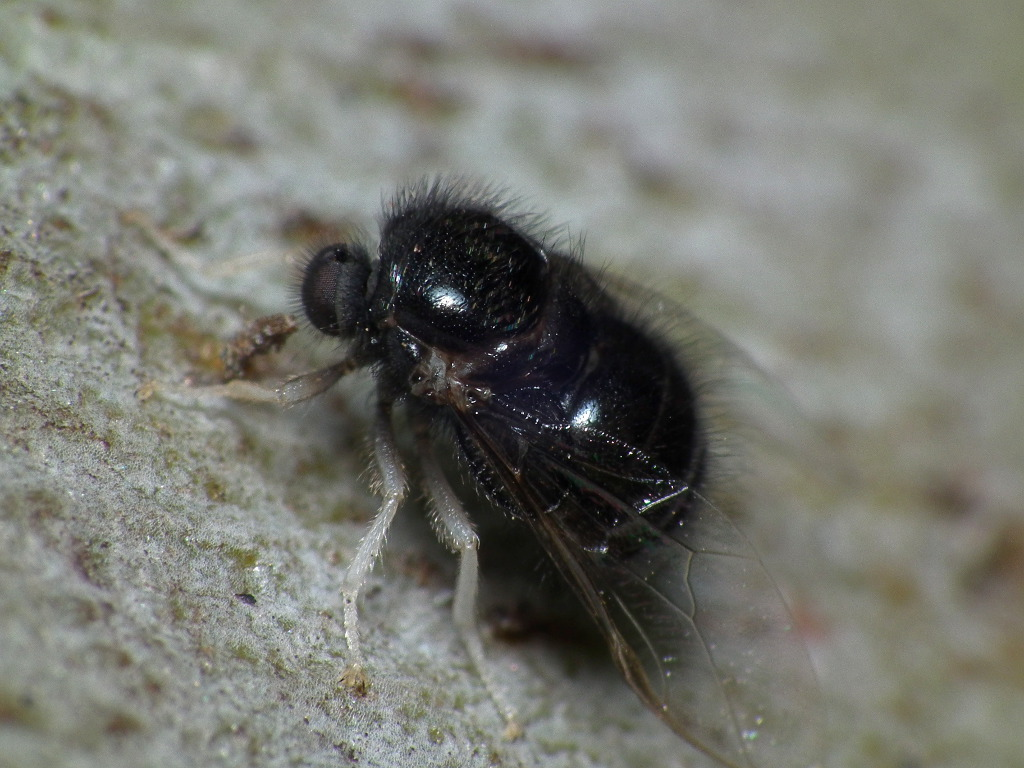
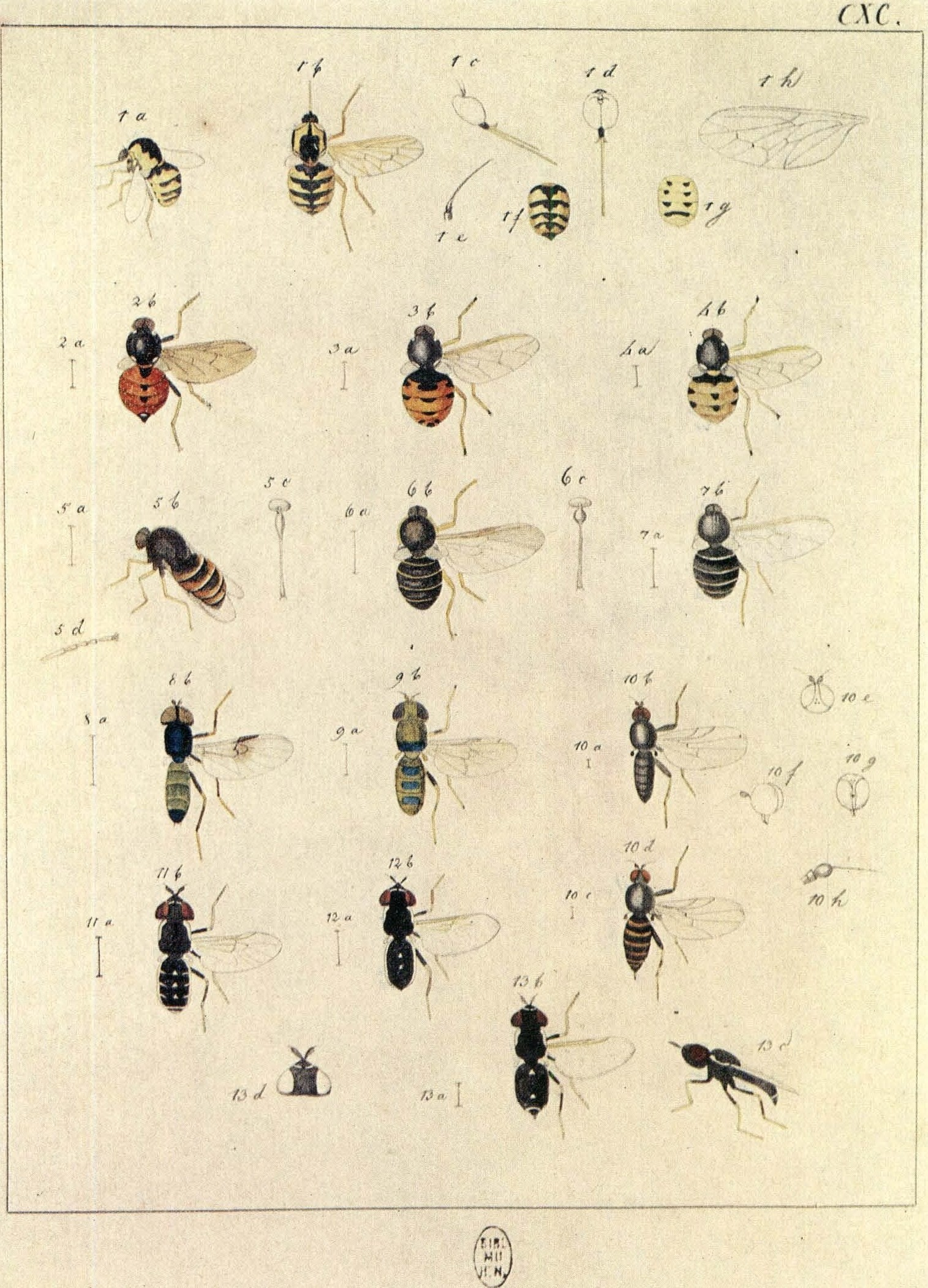
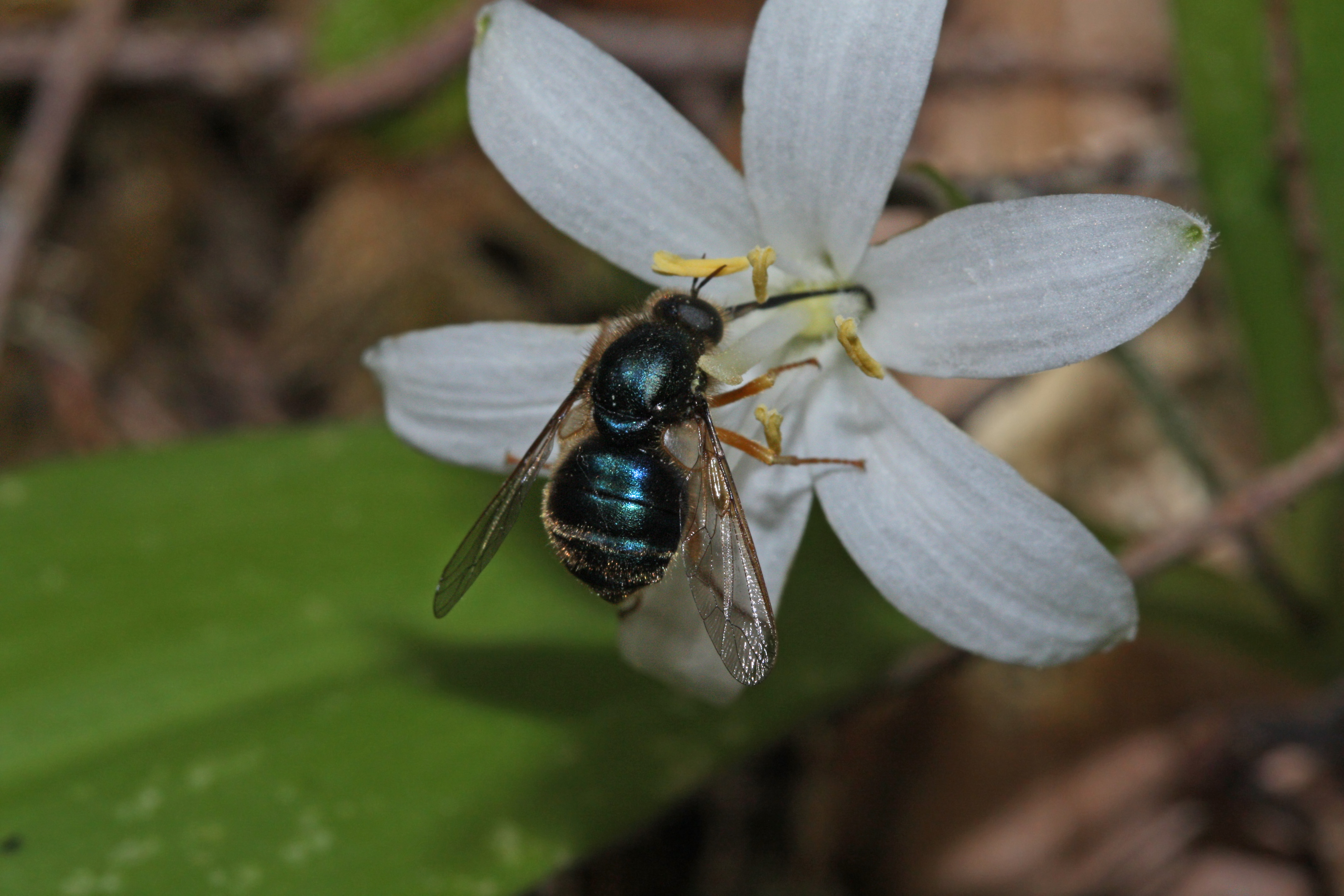
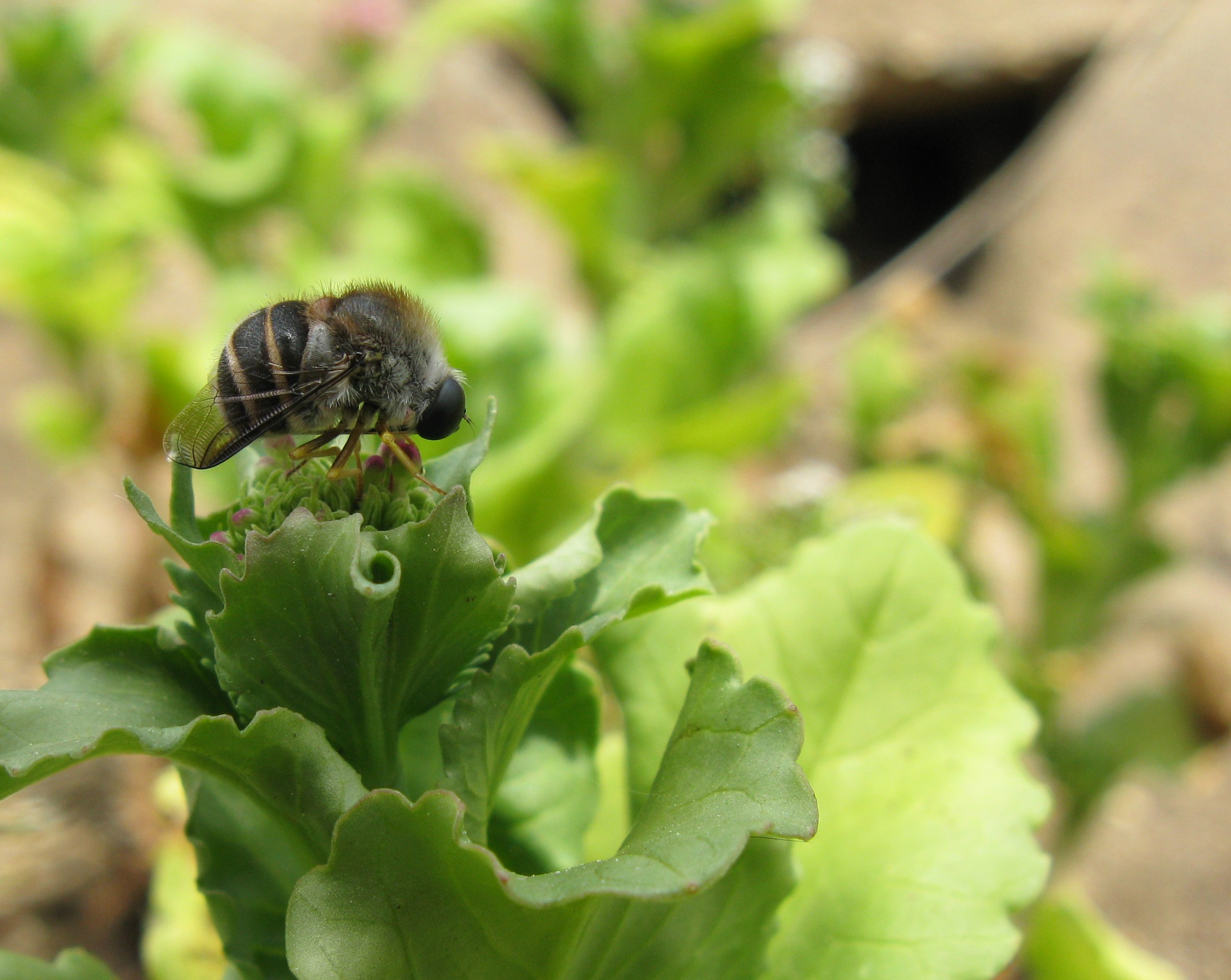
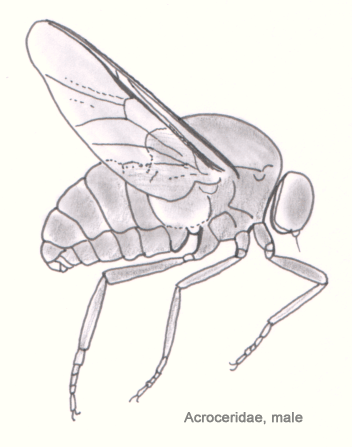

## Danh sách các loài
- miền Cổ bắc Lưu trữ ngày 15 tháng 10 năm 2005 tại Wayback Machine
- miền Tân bắc Lưu trữ ngày 9 tháng 11 năm 2000 tại Wayback Machine
- Japan Lưu trữ ngày 27 tháng 5 năm 2019 tại Wayback Machine
- Australian/Oceanian
- Vương quốc Anh